# Mormoops blainvillei
El murciélago verrugoso de Jamaica (Mormoops blainvillei) es una especie de murciélago de la familia Mormoopidae.

## Distribución geográfica
Se encuentra en Cuba, Jamaica, La Española, Puerto Rico, y fue extinguido en las  Bahamas, Anguila y Antigua y Barbuda.